# Eurobandið

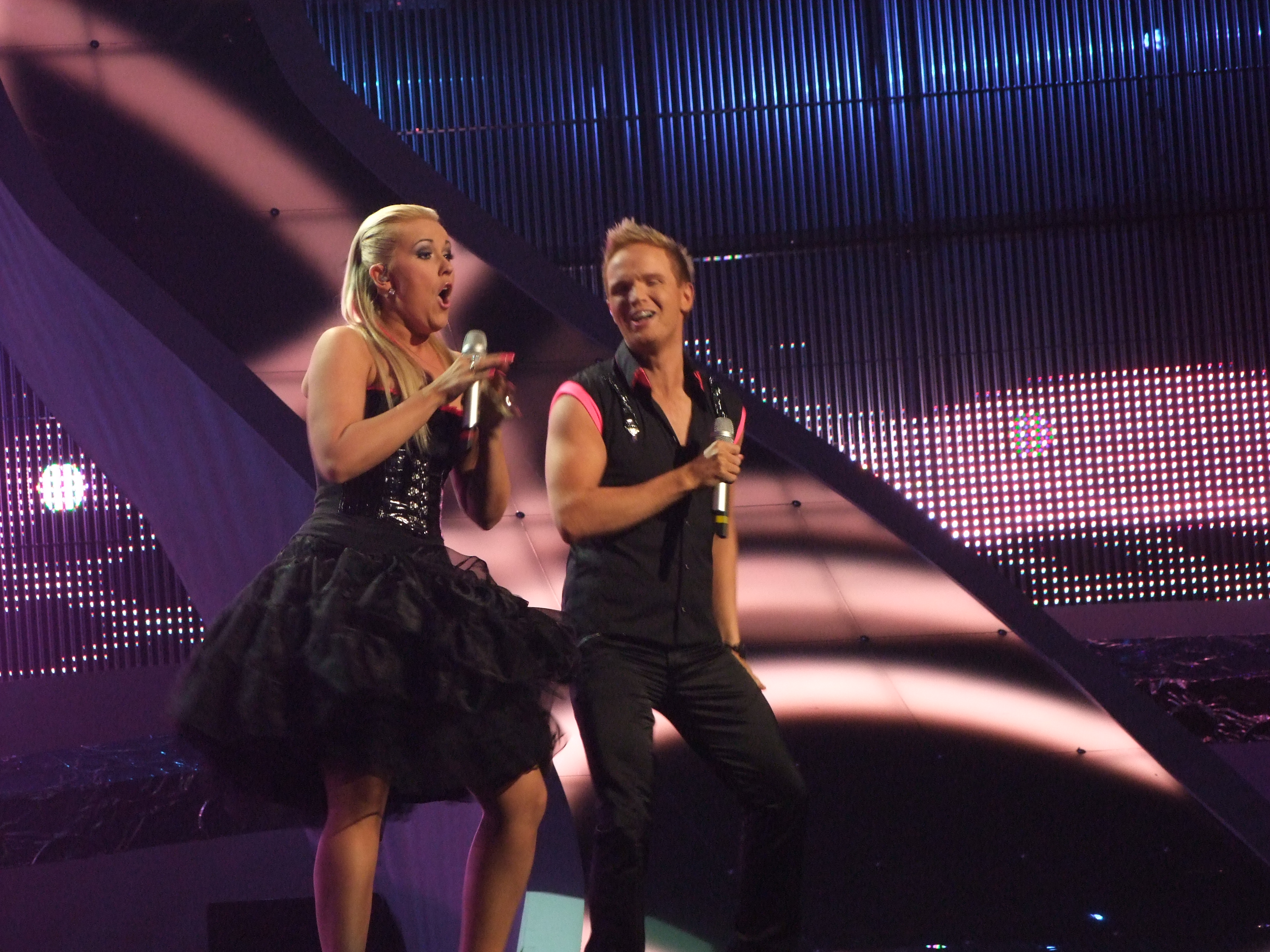
Eurobandið beim Eurovision Song Contest 2008

Eurobandið („Euroband“) ist ein isländisches Popduo bestehend aus Friðrik Ómar Hjörleifsson und Regína Ósk Óskarsdóttir.

## Werdegang
Das Duo vertrat Island beim Eurovision Song Contest 2008 in Belgrad (Serbien). Mit This Is My Life nahmen sie zunächst am 22. Mai 2008 am zweiten Halbfinale teil und sicherten sich als Achtplatzierte die Teilnahme am Finale, das am 24. Mai 2008 stattfand. Dort belegten sie unter insgesamt 25 Teilnehmern den 14. Platz mit insgesamt 64 Punkten.
Friðrik Ómar und Regína Ósk gehören zu den beliebtesten Künstlern Islands. In der Vergangenheit versuchten sie bereits jeder für sich, für Island am Eurovision Song Contest teilzunehmen, jedoch ohne Erfolg. Erst nachdem sie sich zu einem Duo zusammengeschlossen hatten, wählte Island sie als Vertreter für den Eurovision Song Contest aus.